# Angels (The xx)
Angels è un singolo del gruppo musicale britannico The xx, pubblicato nel 2012 ed estratto dall'album Coexist.

## Tracce
- Download digitale

1. Angels – 2:51

## Formazione
- Romy Madley Croft - voce, chitarra
- Oliver Sim - basso
- Jamie Smith - elettronica